# A Bela Adormecida (ballet)

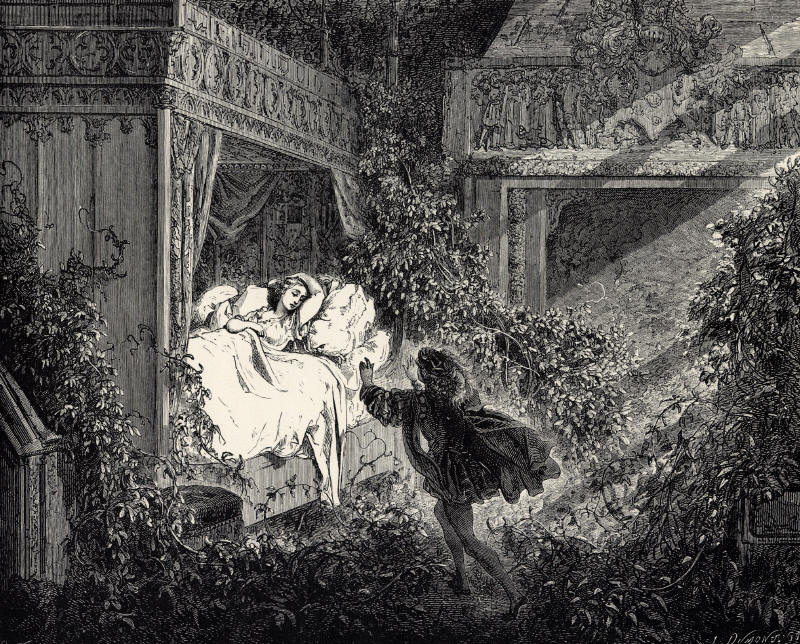
A Bela Adormecida, ilustrada por Gustave Doré

A Bela Adormecida é um balé de um prólogo e três atos do compositor russo Piotr Ilitch Tchaikovski, o libreto de Marius Petipa e Ivan Vsevolojsky, e coreografia de Marius Petipa baseado no contos de fadas do escritor francês Charles Perrault. Sua estreia ocorreu no Teatro Mariinski em São Petersburgo no dia 5 de Janeiro de 1890. Tchaikovski a escreveu no período do ano de 1888 a 1889.

## Personagens
- A Princesa Aurora
- Príncipe Désiré
- Fada Lilás (Fada da Sabedoria)
- Fada Candide (Fada da Pureza)
- Fada Migue (Fada do Encanto)

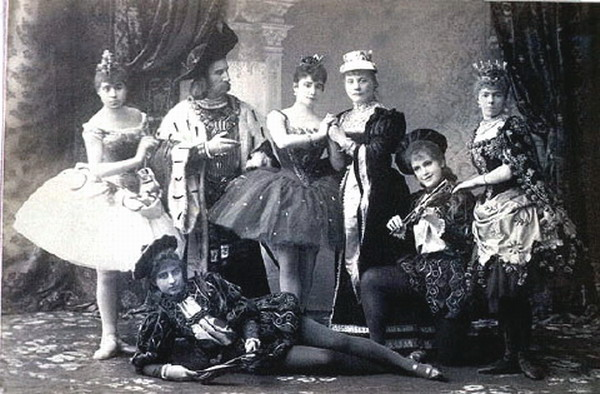
Elenco da montagem original (Teatro Mariinsky, São Petersburgo, 1890)

- Fada Miolo de Pão (Fada da fartura)
- Fada Canário (Fada da alegria)
- Fada Violente ou Fada dos Dedos (Fada da Energia)
- Carabosse (Fada Má)
- Rei Florestan
- Rainha Florencia
- Pretendentes "ao trono"

## Estrutura Original do Ballet
Prólogo - O Batizado
- 01.Introdução
- 02.Abertura
- 03.Entrada das Fadas Madrinhas
- 04.Grand Pas de Six
- 05.Variação da Fada Candide
- 06.Variação da Fada Coulante
- 07.Variação da Fada Migalha de Pão
- 08.Variação da Fada Canário
- 09.Variação da Fada Violente
- 10.Variação da Fada Lilás
- 11.Coda
- 12.A Maldição de Carabosse
- 13.O Presente da Fada Lilás

### Ato I - O Feitiço
- 01.O Jardim do Palácio
- 02.Entrada dos Pais de Aurora
- 03.Cena
- 04.Valsa das Guirlandas
- 05.Entrada de Aurora
- 06.Adágio da Rosa
- 07.Dança das Damas de Companhia e dos Pajens
- 08.Variação de Aurora
- 09.Coda
- 10.Aurora e o Fuso

## Sinopse

### Prólogo - O Batizado
O rei Florestan e a rainha convidaram todas as fadas para serem as madrinhas do batizado de sua filha recém-nascida, Aurora. Enquanto as fadas oferecem seus presentes ao bebê, um trovão anuncia a chegada da terrível fada Carabosse, que o mestre de cerimônias esqueceu de incluir na lista de convidados. Ultrajada, Carabosse anuncia que também dará um presente à bebê: quando Aurora completar 16 anos, ela irá se picar com uma agulha no dedo e então mergulhará num sono eterno. Felizmente uma das fadas madrinhas ainda não havia dado o seu presente, e então contraria Carabosse, prometendo que Aurora não mergulhará num sono eterno, e sim, cairá num sono que durará até que um príncipe a desperte com um beijo. Como precaução, o rei proíbe todos os objetos aguçados no seu reino.

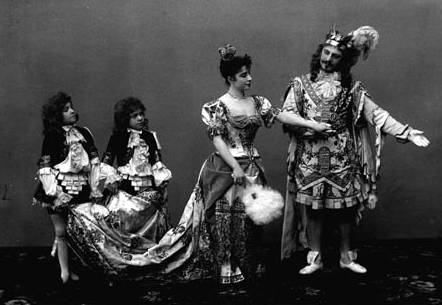
Carlotta Brianza como Princesa Aurora e Pavel Gerdt como Príncipe Désiré, em cena do Ato III da montagem original (Teatro Mariinsky, São Petersburgo, 1890)

### Ato I - O Feitiço
Aurora completou 16 anos. Quatro príncipes vieram pedir a sua mão em casamento. A corte reúne-se nos jardins e os camponeses e crianças dançam com as grinaldas de flores. A princesa dança com os seus pretendentes. Entra em cena uma velha que lhe oferece um ramo de rosas. Aurora aceita o presente e encontra uma agulha entre as rosas, um objeto que nunca havia visto. Segura na mão e, durante a dança acidentalmente, fura-se num dedo. Parece desmaiar, mas depois recompõe-se. A dança torna-se vertiginosa e Aurora desmaia de vez. Neste momento, a velha tira o seu disfarce e se revela Carabosse, exultante por ter se cumprido o seu feitiço. Mas de imediato surge a fada lilás para reafirmar também a sua promessa. Um véu cai sobre a cena e cresce uma floresta mágica para esconder o castelo, o reino e todos os seus arredores.

### Ato II - A visão
Passaram-se 100 anos. O príncipe Désiré caça na floresta mágica. Num momento em que se afasta do seu grupo, a fada Lilás, que também é sua madrinha, mostra-lhe a imagem da princesa. Désiré implora à fada Lilás que o leve para junto de Aurora, assim os dois viajam num barco encantado até ao palácio. Seguindo a fada, Desiré entra no quarto onde dorme Aurora, no meio da corte enfeitiçada. Desperta-a com um beijo e todos acordam de volta à vida. Désiré pede a mão de Aurora em casamento e o rei Florestan e a rainha concedem-na com alegria.

### Ato III - O Casamento
A princesa casa-se com o príncipe e vivem felizes para sempre.

### Gravações Existentes em Vídeo
- [DVD] A Bela Adormecida (Margot Fonteyn e Michael Somes - Sadler's Wells Royal Ballet, 1955)
- [DVD] A Bela Adormecida (Alla Sizova e Yuri Solovyov - The Kirov Ballet, 1964)
- [DVD] A Bela Adormecida (Veronica Tennant e Rudolf Nureyev - The National Ballet of Canada, 1972)
- [DVD] A Bela Adormecida (Maryse Egasse e Fernando Bujones - Teatro Municipal de Santiago, 1982)
- [DVD] A Bela Adormecida (Irina Kolpakova e Sergei Berezhnoi - The Kirov Ballet, 1983)
- [DVD] A Bela Adormecida (Larissa Lezhnina e Farukh Ruzimatov - The Kirov Ballet, 1989)
- [DVD] A Bela Adormecida (Nina Semizorova e Aleksei Fadeyechev - The Bolshoi Ballet, 1989)
- [DVD] A Bela Adormecida (Christine Walsh e David Ashmole - The Australian Ballet, 1993)
- [DVD] A Bela Adormecida (Viviana Durante e Zoltán Solymosi - The Royal Ballet, 1994)
- [DVD] A Bela Adormecida (Aurélie Dupont e Manuel Legris - Ópera de Paris, 2000)
- [DVD] A Bela Adormecida (Sofiane Sylve e Gaël Lambiotte - The Dutch National Ballet, 2003)
- [DVD] A Bela Adormecida (Alina Cojocaru e Federico Bonelli - The Royal Ballet, 2006)

- [VHS] A Bela Adormecida (Altynai Asylmuratova e Konstantin Zaklinsky - The Kirov Ballet)